# Torre di Careggi
La torre di Careggi si trova in piazza di Careggi a Firenze.

## Storia e descrizione
Di origine medievale, appartenne ai Vecchietti, ai Temperani e ai Medici. Inclusa nella tenuta della vicina villa di Careggi, era utilizzata per accogliere ospiti illustri. Oggi appartiene all'Azienda ospedaliero-universitaria Careggi, che l'ha data in comodato d'uso all'associazione AIL, per ospitare i parenti dei pazienti in cura per malattie del sangue.